# Mtibwa Sugar
Actualités
Le Mtibwa Sugar est un club de football tanzanien basé à Turiani.

## Palmarès
- Coupe de Tanzanie : (1)
  - Vainqueur : 2018
  - Finaliste : 2000

- Supercoupe de Tanzanie : (1)
  - Vainqueur : 2009
  - Finaliste : 2003 et 2018